# ككلة
مدينة ككلة هي مدينة يسكنها تقريبًا 24,909 نسمة بالجبل الغربي تحديدا جبل نفوسة يلقبونها أهل المدينة العنيدة ليبيا.